# Parafia św. Katarzyny w Wilnie
Parafia św. Katarzyny – parafia prawosławna w Wilnie, istniejąca w latach 1922–1923, reaktywowana w 2014. Wchodzi w skład dekanatu wileńskiego miejskiego eparchii wileńskiej i litewskiej.

## Historia
W pierwszym okresie działalności była to jedyna parafia prawosławna na terytorium II RP, która nie podlegała strukturom Polskiego Autokefalicznego Kościoła Prawosławnego. Została erygowana w 1922 przez grupę wiernych na czele z senatorem Wiaczesławem Bogdanowiczem, którzy opowiadali się za zachowaniem status quo prawosławia w Polsce, a zatem jego administracyjnej podległości wobec patriarchy moskiewskiego.
Parafia została urządzona w dawnej cerkwi domowej przy pałacu gubernatora Wilna, należącej jako świątynia pomocnicza do parafii Ikony Matki Bożej „Znak”. Pozostawała w dawnej jurysdykcji, tj. w eparchii wileńskiej i litewskiej Rosyjskiego Kościoła Prawosławnego. Po roku funkcjonowania została zdelegalizowana poprzez decyzję rządu o zakazie działania na terytorium Polski innych prawosławnych związków wyznaniowych niż PAKP. Wprawdzie w prywatnych domach Wilna nadal były odprawiane nieregularnie nabożeństwa z udziałem kapłanów spoza tego Kościoła, jednak regularne życie parafialne ustało, zaś cerkiew św. Katarzyny została zamknięta. Od lat 90. XX w. cerkiew ta była ponownie świątynią filialną parafii Ikony Matki Bożej „Znak”, a od 2014 służy reaktywowanej parafii św. Katarzyny.